# Premier League 2017/2018
Premier League 2017/2018 var den 26:e säsongen av Premier League, Englands högsta division i fotboll för herrar. Säsongen inleddes den 12 augusti 2017 och avslutades 13 maj 2018.
Chelsea är försvarande mästare medan Newcastle United, Brighton & Hove Albion och Huddersfield Town flyttades upp från Championship 2016/2017.
Manchester City säkrade sin tredje Premier League-titel med fem matcher kvar av säsongen efter att lokalkonkurrenten Manchester United föll hemma mot West Bromwich Albion med 0-1 den 15 april 2018. Manchester City slog många Premier League-rekord efter en fantastisk säsong; flest poäng (100), flest vinster (32), flest bortavinster (16), flest mål (106), längsta segersvit (18), bästa målskillnad (+79) och största vinstpoängsmarginal (19).

## Lag
20 lag deltar i ligan - de 17 bäst placerade lagen från den föregående säsongen samt tre lag uppflyttade från Championship.
Brighton & Hove Albion var den första klubben som säkrade en uppflyttningsplats efter att den 17 april 2017 vunnit med 2-1 hemma mot Wigan Athletic, samtidigt som Huddersfield Town spelade oavgjort mot Derby County. Resultatet innebar att Brighton kommer att spela i högstadivisionen för första gången sedan 1983. Newcastle United säkrade den 24 april 2017 sin omedelbara återkomst till Premier League genom att vinna mot Preston North End med 4-1.
Den tredje och sista klubben som flyttades upp var Championships slutspelsvinnare Huddersfield Town som slog Reading med 4-3 efter straffar den 29 maj 2017 efter att ordinarie tid och förlängning slutat mållöst. Huddersfield kommer att spela i engelska fotbollens högstadivision för första gången på 45 år och i Premier League för första gången.
De tre uppflyttade klubbarna ersätter Sunderland, Middlesbrough och Hull City som var de tre sämst placerade lagen Premier League-säsongen 2016-17.

### Arenor
| Lag                    | Plats          | Arena                | Kapacitet |
| ---------------------- | -------------- | -------------------- | --------- |
| Arsenal                | London         | Emirates Stadium     | 60 432    |
| Bournemouth            | Bournemouth    | Dean Court           | 11 464    |
| Brighton & Hove Albion | Brighton       | AMEX Stadium         | 30 750    |
| Burnley                | Burnley        | Turf Moor            | 22 546    |
| Chelsea                | London         | Stamford Bridge      | 41 623    |
| Crystal Palace         | London         | Selhurst Park        | 26 309    |
| Everton                | Liverpool      | Goodison Park        | 40 569    |
| Huddersfield Town      | Huddersfield   | John Smith's Stadium | 24 500    |
| Leicester City         | Leicester      | King Power Stadium   | 32 500    |
| Liverpool              | Liverpool      | Anfield              | 54 167    |
| Manchester City        | Manchester     | Etihad Stadium       | 55 097    |
| Manchester United      | Manchester     | Old Trafford         | 76 100    |
| Newcastle United       | Newcastle      | St James' Park       | 52 354    |
| Southampton            | Southampton    | St Mary's Stadium    | 32 689    |
| Stoke City             | Stoke-on-Trent | Bet365 Stadium       | 28 383    |
| Swansea City           | Swansea        | Liberty Stadium      | 20 972    |
| Tottenham Hotspur      | London         | Wembley Stadium      | 90 000    |
| Watford                | Watford        | Vicarage Road        | 21 977    |
| West Bromwich Albion   | West Bromwich  | The Hawthorns        | 26 500    |
| West Ham United        | London         | Olympiastadion       | 57 000    |

1: ^  Tottenham Hotspur spelade på Wembley på grund av byggnationen av deras nya areana.

### Klubbinformation
| Lag                    | Tränare             | Kapten           | Ställtillverkare | Tröjsponsor                 |
| ---------------------- | ------------------- | ---------------- | ---------------- | --------------------------- |
| Arsenal                | Arsène Wenger       | Per Mertesacker  | Puma             | Emirates                    |
| Bournemouth            | Eddie Howe          | Simon Francis    | Umbro            | Mansion Group               |
| Brighton & Hove Albion | Chris Hughton       | Bruno            | Nike             | American Express            |
| Burnley                | Sean Dyche          | Tom Heaton       | Puma             | Dafabet                     |
| Chelsea                | Antonio Conte       | Gary Cahill      | Nike             | Yokohama                    |
| Crystal Palace         | Roy Hodgson         | Jason Puncheon   | Macron           | Mansion Group               |
| Everton                | Sam Allardyce       | Phil Jagielka    | Umbro            | SportPesa                   |
| Huddersfield Town      | David Wagner        | Tommy Smith      | Puma             | OPE SPORTS, PURE Legal      |
| Leicester City         | Claude Puel         | Wes Morgan       | Puma             | King Power                  |
| Liverpool              | Jürgen Klopp        | Jordan Henderson | New Balance      | Standard Chartered          |
| Manchester City        | Pep Guardiola       | Vincent Kompany  | Nike             | Etihad Airways, Nexen Tire1 |
| Manchester United      | José Mourinho       | Michael Carrick  | Adidas           | Chevrolet                   |
| Newcastle United       | Rafael Benítez      | Jamaal Lascelles | Puma             | Fun88                       |
| Southampton            | Mark Hughes         | Steven Davis     | Under Armour     | Virgin Media                |
| Stoke City             | Paul Lambert        | Ryan Shawcross   | Macron           | bet365, Top Eleven          |
| Swansea City           | Carlos Carvalhal    | Leon Britton     | Joma             | Letou                       |
| Tottenham Hotspur      | Mauricio Pochettino | Hugo Lloris      | Nike             | AIA                         |
| Watford                | Javi Gracia         | Troy Deeney      | Adidas           | 138.com                     |
| West Bromwich Albion   | Darren Moore        | Jonny Evans      | Adidas           | Palm                        |
| West Ham United        | David Moyes         | Mark Noble       | Umbro            | Betway                      |

### Tränarförändringar
| Lag                  | Dåvarande tränare   | Anledning till förändring | Datum             | Ligaposition | Ny tränare          | Anställningsdatum |
| -------------------- | ------------------- | ------------------------- | ----------------- | ------------ | ------------------- | ----------------- |
| Watford              | Walter Mazzarri     | Avgick i samförstånd      | 21 maj 2017       | Försäsong    | Marco Silva         | 27 maj 2017       |
| Crystal Palace       | Sam Allardyce       | Pensionerad               | 23 maj 2017       | Försäsong    | Frank de Boer       | 26 juni 2017      |
| Southampton          | Claude Puel         | Avskedad                  | 14 juni 2017      | Försäsong    | Mauricio Pellegrino | 23 juni 2017      |
| Crystal Palace       | Frank de Boer       | Avskedad                  | 11 september 2017 | 19:e         | Roy Hodgson         | 12 september 2017 |
| Leicester City       | Craig Shakespeare   | Avskedad                  | 17 oktober 2017   | 18:e         | Claude Puel         | 25 oktober 2017   |
| Everton              | Ronald Koeman       | Avskedad                  | 23 oktober 2017   | 18:e         | Sam Allardyce       | 30 november 2017  |
| West Ham United      | Slaven Bilić        | Avskedad                  | 6 november 2017   | 18:e         | David Moyes         | 7 november 2017   |
| West Bromwich Albion | Tony Pulis          | Avskedad                  | 20 november 2017  | 17:e         | Alan Pardew         | 29 november 2017  |
| Swansea City         | Paul Clement        | Avskedad                  | 20 december 2017  | 20:e         | Carlos Carvalhal    | 28 december 2017  |
| Stoke City           | Mark Hughes         | Avskedad                  | 6 januari 2018    | 18:e         | Paul Lambert        | 15 januari 2018   |
| Watford              | Marco Silva         | Avskedad                  | 21 januari 2018   | 10:e         | Javi Gracia         | 21 januari 2018   |
| Southampton          | Mauricio Pellegrino | Avskedad                  | 12 mars 2018      | 17:e         | Mark Hughes         | 14 mars 2018      |
| West Bromwich Albion | Alan Pardew         | Avgick i samförstånd      | 2 april 2018      | 20:e         | Darren Moore        | 2 april 2018      |

## Tabeller

### Poängtabell
| Nr | Lag                        | S  | V  | O  | F  | GM  | IM | MS  | P   |
| -- | -------------------------- | -- | -- | -- | -- | --- | -- | --- | --- |
| 1  | Manchester City            | 38 | 32 | 4  | 2  | 106 | 27 | +79 | 100 |
| 2  | Manchester United          | 38 | 25 | 6  | 7  | 68  | 28 | +40 | 81  |
| 3  | Tottenham Hotspur          | 38 | 23 | 8  | 7  | 74  | 36 | +38 | 77  |
| 4  | Liverpool                  | 38 | 21 | 12 | 5  | 84  | 38 | +46 | 75  |
| 5  | Chelsea (RM)               | 38 | 21 | 7  | 10 | 62  | 38 | +24 | 70  |
| 6  | Arsenal                    | 38 | 19 | 6  | 13 | 74  | 51 | +23 | 63  |
| 7  | Burnley                    | 38 | 14 | 12 | 12 | 36  | 39 | −3  | 54  |
| 8  | Everton                    | 38 | 13 | 10 | 15 | 44  | 58 | −14 | 49  |
| 9  | Leicester City             | 38 | 12 | 11 | 15 | 56  | 60 | −4  | 47  |
| 10 | Newcastle United (U)       | 38 | 12 | 8  | 18 | 39  | 47 | −8  | 44  |
| 11 | Crystal Palace             | 38 | 11 | 11 | 16 | 45  | 55 | −10 | 44  |
| 12 | Bournemouth                | 38 | 11 | 11 | 16 | 45  | 61 | −16 | 44  |
| 13 | West Ham United            | 38 | 10 | 12 | 16 | 48  | 68 | −20 | 42  |
| 14 | Watford                    | 38 | 11 | 8  | 19 | 44  | 64 | −20 | 41  |
| 15 | Brighton & Hove Albion (U) | 38 | 9  | 13 | 16 | 34  | 54 | −20 | 40  |
| 16 | Huddersfield Town (U)      | 38 | 9  | 10 | 19 | 28  | 58 | −30 | 37  |
| 17 | Southampton                | 38 | 7  | 15 | 16 | 37  | 56 | −19 | 36  |
| 18 | Swansea City               | 38 | 8  | 9  | 21 | 28  | 56 | −28 | 33  |
| 19 | Stoke City                 | 38 | 7  | 12 | 19 | 35  | 68 | −33 | 33  |
| 20 | West Bromwich Albion       | 38 | 6  | 13 | 19 | 31  | 56 | −25 | 31  |

### Resultattabell
| Hemma \ Borta          | ARS | BOU | BHA | BUR | CHE | CRY | EVE | HUD | LEI | LIV | MCI | MUN | NEW | SOU | STO | SWA | TOT | WAT | WBA | WHU |
| Arsenal                | —   | 3–0 | 2–0 | 5–0 | 2–2 | 4–1 | 5–1 | 5–0 | 4–3 | 3–3 | 0–3 | 1–3 | 1–0 | 3–2 | 3–0 | 2–1 | 2–0 | 3–0 | 2–0 | 4–1 |
| Bournemouth            | 2–1 | —   | 2–1 | 1–2 | 0–1 | 2–2 | 2–1 | 4–0 | 0–0 | 0–4 | 1–2 | 0–2 | 2–2 | 1–1 | 2–1 | 1–0 | 1–4 | 2–0 | 2–1 | 3–3 |
| Brighton & Hove Albion | 2–1 | 2–2 | —   | 0–0 | 0–4 | 0–0 | 1–1 | 1–1 | 0–2 | 1–5 | 0–2 | 1–0 | 1–0 | 1–1 | 2–2 | 4–1 | 1–1 | 1–0 | 3–1 | 3–1 |
| Burnley                | 0–1 | 1–2 | 0–0 | —   | 1–2 | 1–0 | 2–1 | 0–0 | 2–1 | 1–2 | 1–1 | 0–1 | 1–0 | 1–1 | 1–0 | 2–0 | 0–3 | 1–0 | 0–1 | 1–1 |
| Chelsea                | 0–0 | 0–3 | 2–0 | 2–3 | —   | 2–1 | 2–0 | 1–1 | 0–0 | 1–0 | 0–1 | 1–0 | 3–1 | 1–0 | 5–0 | 1–0 | 1–3 | 4–2 | 3–0 | 1–1 |
| Crystal Palace         | 2–3 | 2–2 | 3–2 | 1–0 | 2–1 | —   | 2–2 | 0–3 | 5–0 | 1–2 | 0–0 | 2–3 | 1–1 | 0–1 | 2–1 | 0–2 | 0–1 | 2–1 | 2–0 | 2–2 |
| Everton                | 2–5 | 2–1 | 2–0 | 0–1 | 0–0 | 3–1 | —   | 2–0 | 2–1 | 0–0 | 1–3 | 0–2 | 1–0 | 1–1 | 1–0 | 3–1 | 0–3 | 3–2 | 1–1 | 4–0 |
| Huddersfield Town      | 0–1 | 4–1 | 2–0 | 0–0 | 1–3 | 0–2 | 0–2 | —   | 1–1 | 0–3 | 1–2 | 2–1 | 1–0 | 0–0 | 1–1 | 0–0 | 0–4 | 1–0 | 1–0 | 1–4 |
| Leicester City         | 3–1 | 1–1 | 2–0 | 1–0 | 1–2 | 0–3 | 2–0 | 3–0 | —   | 2–3 | 0–2 | 2–2 | 1–2 | 0–0 | 1–1 | 1–1 | 2–1 | 2–0 | 1–1 | 0–2 |
| Liverpool              | 4–0 | 3–0 | 4–0 | 1–1 | 1–1 | 1–0 | 1–1 | 3–0 | 2–1 | —   | 4–3 | 0–0 | 2–0 | 3–0 | 0–0 | 5–0 | 2–2 | 5–0 | 0–0 | 4–1 |
| Manchester City        | 3–1 | 4–0 | 3–1 | 3–0 | 1–0 | 5–0 | 1–1 | 0–0 | 5–1 | 5–0 | —   | 2–3 | 3–1 | 2–1 | 7–2 | 5–0 | 4–1 | 3–1 | 3–0 | 2–1 |
| Manchester United      | 2–1 | 1–0 | 1–0 | 2–2 | 2–1 | 4–0 | 4–0 | 2–0 | 2–0 | 2–1 | 1–2 | —   | 4–1 | 0–0 | 3–0 | 2–0 | 1–0 | 1–0 | 0–1 | 4–0 |
| Newcastle United       | 2–1 | 0–1 | 0–0 | 1–1 | 3–0 | 1–0 | 0–1 | 1–0 | 2–3 | 1–1 | 0–1 | 1–0 | —   | 3–0 | 2–1 | 1–1 | 0–2 | 0–3 | 0–1 | 3–0 |
| Southampton            | 1–1 | 2–1 | 1–1 | 0–1 | 2–3 | 1–2 | 4–1 | 1–1 | 1–4 | 0–2 | 0–1 | 0–1 | 2–2 | —   | 0–0 | 0–0 | 1–1 | 0–2 | 1–0 | 3–2 |
| Stoke City             | 1–0 | 1–2 | 1–1 | 1–1 | 0–4 | 1–2 | 1–2 | 2–0 | 2–2 | 0–3 | 0–2 | 2–2 | 0–1 | 2–1 | —   | 2–1 | 1–2 | 0–0 | 3–1 | 0–3 |
| Swansea City           | 3–1 | 0–0 | 0–1 | 1–0 | 0–1 | 1–1 | 1–1 | 2–0 | 1–2 | 1–0 | 0–4 | 0–4 | 0–1 | 0–1 | 1–2 | —   | 0–2 | 1–2 | 1–0 | 4–1 |
| Tottenham Hotspur      | 1–0 | 1–0 | 2–0 | 1–1 | 1–2 | 1–0 | 4–0 | 2–0 | 5–4 | 4–1 | 1–3 | 2–0 | 1–0 | 5–2 | 5–1 | 0–0 | —   | 2–0 | 1–1 | 1–1 |
| Watford                | 2–1 | 2–2 | 0–0 | 1–2 | 4–1 | 0–0 | 1–0 | 1–4 | 2–1 | 3–3 | 0–6 | 2–4 | 1–0 | 2–2 | 0–1 | 1–2 | 1–1 | —   | 1–0 | 2–0 |
| West Bromwich Albion   | 1–1 | 1–0 | 2–0 | 1–2 | 0–4 | 0–0 | 0–0 | 1–2 | 1–4 | 2–2 | 2–3 | 1–2 | 2–2 | 2–3 | 1–1 | 1–1 | 1–0 | 2–2 | —   | 0–0 |
| West Ham United        | 0–0 | 1–1 | 0–3 | 0–3 | 1–0 | 1–1 | 3–1 | 2–0 | 1–1 | 1–4 | 1–4 | 0–0 | 2–3 | 3–0 | 1–1 | 1–0 | 2–3 | 2–0 | 2–1 | —   |

## Statistik

### Skytteligan
| Rank | Spelare             | Klubb                  | Mål |
| ---- | ------------------- | ---------------------- | --- |
| 1    | Mohamed Salah       | Liverpool              | 32  |
| 2    | Harry Kane          | Tottenham Hotspur      | 30  |
| 3    | Sergio Agüero       | Manchester City        | 21  |
| 4    | Jamie Vardy         | Leicester City         | 20  |
| 5    | Raheem Sterling     | Manchester City        | 18  |
| 6    | Romelu Lukaku       | Manchester United      | 16  |
| 7    | Roberto Firmino     | Liverpool              | 15  |
| 8    | Alexandre Lacazette | Arsenal                | 14  |
| 9    | Gabriel Jesus       | Manchester City        | 13  |
| 10   | Eden Hazard         | Chelsea                | 12  |
| 10   | Riyad Mahrez        | Leicester City         | 12  |
| 10   | Glenn Murray        | Brighton & Hove Albion | 12  |
| 10   | Son Heung-Min       | Tottenham Hotspur      | 12  |

### Hat-tricks
| Spelare        | För               | Mot               | Resultat | Datum             | Källa  |
| -------------- | ----------------- | ----------------- | -------- | ----------------- | ------ |
| Sergio Agüero  | Manchester City   | Watford           | 6–0 (B)  | 16 september 2017 | [ 68 ] |
| Álvaro Morata  | Chelsea           | Stoke City        | 4–0 (B)  | 23 september 2017 | [ 69 ] |
| Callum Wilson  | Bournemouth       | Huddersfield Town | 4–0 (H)  | 18 november 2017  | [ 70 ] |
| Wayne Rooney   | Everton           | West Ham United   | 4–0 (H)  | 29 november 2017  | [ 71 ] |
| Harry Kane     | Tottenham Hotspur | Burnley           | 3–0 (B)  | 23 december 2017  | [ 72 ] |
| Harry Kane     | Tottenham Hotspur | Southampton       | 5–2 (H)  | 26 december 2017  | [ 73 ] |
| Sergio Agüero  | Manchester City   | Newcastle United  | 3–1 (H)  | 20 januari 2018   | [ 74 ] |
| Aaron Ramsey   | Arsenal           | Everton           | 5–1 (H)  | 3 februari 2018   | [ 75 ] |
| Sergio Agüero4 | Manchester City   | Leicester City    | 5–1 (H)  | 10 februari 2018  | [ 76 ] |
| Mohamed Salah4 | Liverpool         | Watford           | 5–0 (H)  | 17 mars 2018      | [ 77 ] |

Noter
4 Spelaren gjorde 4 mål; (H) – Hemma ; (B) – Borta

### Assistligan
| Rank | Spelare            | Klubb                     | Assist |
| ---- | ------------------ | ------------------------- | ------ |
| 1    | Kevin De Bruyne    | Manchester City           | 16     |
| 2    | Leroy Sané         | Manchester City           | 15     |
| 3    | David Silva        | Manchester City           | 11     |
| 3    | Raheem Sterling    | Manchester City           | 11     |
| 5    | Dele Alli          | Tottenham Hotspur         | 10     |
| 5    | Christian Eriksen  | Tottenham Hotspur         | 10     |
| 5    | Riyad Mahrez       | Leicester City            | 10     |
| 5    | Paul Pogba         | Manchester United         | 10     |
| 5    | Mohamed Salah      | Liverpool                 | 10     |
| 10   | Henrich Mchitarjan | Manchester United/Arsenal | 9      |

### Hållna nollor
| Rank | Spelare          | Klubb                  | Hållna nollor |
| ---- | ---------------- | ---------------------- | ------------- |
| 1    | David de Gea     | Manchester United      | 18            |
| 2    | Ederson          | Manchester City        | 16            |
| 3    | Thibaut Courtois | Chelsea                | 15            |
| 3    | Hugo Lloris      | Tottenham Hotspur      | 15            |
| 5    | Petr Čech        | Arsenal                | 11            |
| 5    | Nick Pope        | Burnley                | 11            |
| 7    | Ben Foster       | West Bromwich Albion   | 10            |
| 7    | Loris Karius     | Liverpool              | 10            |
| 7    | Jonas Lössl      | Huddersfield Town      | 10            |
| 7    | Jordan Pickford  | Everton                | 10            |
| 7    | Mathew Ryan      | Brighton & Hove Albion | 10            |

## Priser

### Månatliga priser
| Månad     | Månadens tränare | Månadens tränare       | Månadens spelare | Månadens spelare  | Månadens mål      | Månadens mål      |
| Månad     | Tränare          | Klubb                  | Spelare          | Klubb             | Spelare           | Klubb             |
| --------- | ---------------- | ---------------------- | ---------------- | ----------------- | ----------------- | ----------------- |
| Augusti   | David Wagner     | Huddersfield Town      | Sadio Mané       | Liverpool         | Charlie Daniels   | Bournemouth       |
| September | Pep Guardiola    | Manchester City        | Harry Kane       | Tottenham Hotspur | Antonio Valencia  | Manchester United |
| Oktober   | Pep Guardiola    | Manchester City        | Leroy Sané       | Manchester City   | Sofiane Boufal    | Southampton       |
| November  | Pep Guardiola    | Manchester City        | Mohamed Salah    | Liverpool         | Wayne Rooney      | Everton           |
| December  | Pep Guardiola    | Manchester City        | Harry Kane       | Tottenham Hotspur | Jermain Defoe     | Bournemouth       |
| Januari   | Eddie Howe       | Bournemouth            | Sergio Agüero    | Manchester City   | Willian           | Chelsea           |
| Februari  | Chris Hughton    | Brighton & Hove Albion | Mohamed Salah    | Liverpool         | Victor Wanyama    | Tottenham Hotspur |
| Mars      | Sean Dyche       | Burnley                | Mohamed Salah    | Liverpool         | Jamie Vardy       | Leicester City    |
| April     | Darren Moore     | West Bromwich Albion   | Wilfried Zaha    | Crystal Palace    | Christian Eriksen | Tottenham Hotspur |

Källa